# Luciano Folgore
Luciano Folgore, egentligen Omero Vecchi, född 18 juni 1888, död 26 maj 1966, var en italiensk författare.
Folgore var en av de första och ivrigaste representanterna för futurismen. Folgore lovsjöng på fri vers den moderna maskinteknikens under i verk som Canto dei motori (1912), Ponti sull'oceano (1914), La città veloce (1919) med flera verk. Folgore utgav även kvicka och djupsinniga parodier på samtida italienska diktare som Poeti contro luce (1922) och Poeti allo specchio (1926).